# Посохин, Михаил Игнатьевич
Михаил Игнатьевич Посохин (23 октября 1909, Верхнеуральск, Оренбургская губерния — 19 июля 1980, Магнитогорск, Челябинская область) — сапёр отдельного саперного батальона 49-й стрелковой дивизии ефрейтор — на момент представления к награждению орденом Славы 1-й степени.

## Биография
Родился 23 октября 1909 года в селе Верхнеуральское, районного центра Челябинской области в крестьянской семье.
Участвовал в строительстве города Магнитогорска и металлургического комбината. В 1931—1933 годах проходил срочную службу в Красной Армии. После демобилизации вернулся на Магнитку, работал бурильщиком гранитного карьера треста «Магнитострой».
Летом 1941 года был вновь призван в армию. В действующей армии с декабря 1941 года. Воевал на Западном, Белорусском и 1-м Белорусском фронтах. Участвовал в обороне Москвы и в сражении на Курской дуге. Сапер Посохин проделывал проходы в инженерных и минных заграждениях, сопровождал танки, подрывал вражеские огневые точки. К осени 1943 года воевал в составе отдельного саперного батальона 49-й стрелковой дивизии.
В ночь на 10 ноября 1943 года красноармеец Посохин в составе группы расчистил участок минного поля у города Горки, северо-восточнее города Могилёв, обозначив разведывательной группе захвата маршрут для прохода. Во время схватки с врагом, прикрывая отход разведчиков, истребил около 10 противников.
Приказом по 49-й стрелковой дивизии от 31 декабря 1943 года красноармеец Посохин Михаил Игнатьевич награждён орденом Славы 3-й степени.
В середине января 1945 года соединения 33-й армии с Пулавского плацдарма на западном берегу Вислы перешли в наступление с целью разгрома сил противника на радомском направлении в Польше. Перед саперами, как всегда, стояла задача — преодолеть во вражеских заграждениях проходы. 14 января в районе западнее города Казимеж ефрейтор Посохин в составе группы саперов за время артиллерийской подготовки разминировал подходы к траншеям противника, затем проделал проходы в колючей проволоке, в полосе атаки первого батальона 212-го стрелкового полка.
Приказом оп войскам 33-й армии от 8 февраля 1945 года ефрейтор Посохин Михаил Игнатьевич награждён орденом Славы 2-й степени.
В ночь на 4 февраля 1945 года в районе города Фюрстенберг, ефрейтор Посохин в составе группы разведчиков первым достиг западного берега реки Одер, захватил «языка». В ходе инженерной разведки выявил прочность ледяного покрова на реке Одер по все ширине наведения переправы. С подходом основных сил саперы, в числе которых был и Посохин, принялись строить наплавной мост. Работая всю ночь в ледяной воде, под огнём противника он лично уложил 10 погонных метров настила. К утру переправа была готова. Под непрерывным огнём противника Посохин находился все время на мосту и пропустил по нему подразделения 551-го стрелкового полка, сопровождая их до западного берега реки. Затем дважды обновлял бревенчатый настил на ледяной переправе, разрушенный артиллерией противника, способствуя успешному форсированию водной преграды.
На заключительном этапе войны он участвовал в уничтожении Франкфуртско-Губенской группировки противника.
Указом Президиума Верховного Совета СССР от 31 мая 1945 года за образцовое выполнение заданий командования в боях с немецко-вражескими захватчиками ефрейтор Посохин Михаил Игнатьевич награждён орденом Славы 1-й степени. Стал полным кавалером ордена Славы.
В 1945 году старшина Посохин был демобилизован. Вернулся домой. Жил в городе Магнитогорске. Работал наладчиком оборудования на калибровочном заводе.
Скончался 19 июля 1980 года. Похоронен на Правобережном кладбище Магнитогорска.
Награждён орденами Славы 3-х степеней, медалями.